# 175419 Albiesachs
175419 Albiesachs este un asteroid din centura principală de asteroizi.

## Descriere
175419 Albiesachs este un asteroid din centura principală de asteroizi. A fost descoperit pe 15 august 2006 la Observatorul Lulin de Chi-Sheng Lin și Ye Quan-Zhi. Asteroidul prezintă o orbită caracterizată de o semiaxă mare de 3,13 ua, o excentricitate de 0,13 și o înclinație de 5,6° în raport cu ecliptica.